# لجنة المعايير والامتيازات
لجنة المعايير والامتيازات هي لجنة سابقة لمجلس العموم بالمملكة المتحدة كانت موجودة من 1995 إلى 2013. تأسست اللجنة عام 1995 لتحل محل لجنة الامتيازات السابقة. وهي تتألف من 10 أعضاء في البرلمان لتقديم توصيات إلى المجلس بشأن شكاوى انتهاك الامتياز البرلماني. تم استبدالها في يناير 2013، عندما تم تقسيمها إلى لجنة المعايير ولجنة الامتيازات، من أجل السماح للجنة المعايير بتوظيف الأعضاء العاديين.
تم تعيين اللجنة من قبل مجلس العموم للإشراف على عمل المفوض البرلماني للمعايير. وقد فحصت الترتيبات الخاصة بتجميع وصيانة وإمكانية الوصول إلى سجل مصالح الأعضاء، ونظرت في الشكاوى المحددة المقدمة فيما يتعلق بتسجيل أو إعلان المصالح وأي مسألة تتعلق بسلوك الأعضاء، بما في ذلك الشكاوى المحددة المتعلقة بالانتهاكات المزعومة في مدونة قواعد السلوك التي لفت المفوض انتباه اللجنة إليها.

## روابط خارجية
- يتم الاحتفاظ بسجلات هذه اللجنة في الأرشيف البرلماني